# Meadow Lane
Il Meadow Lane Stadium (comunemente noto semplicemente come Meadow Lane) è uno stadio situato a Nottingham, in Inghilterra.
Esso è l'impianto interno degli incontri della squadra di calcio del Notts County e di quella di rugby a 15 del Nottingham RFC.
Ha una capienza di 20 229 posti.
Meadow Lane si trova a soli 275 metri di distanza dal City Ground, stadio dei rivali del Nottingham Forest. I due stadi sono i più vicini in Inghilterra, infatti la fine del City Ground è visibile dalle parti del Jimmy Sirrel e dal Kop Spion Stand.